# From Generation to Generation
From Generation to Generation ist ein US-amerikanischer kurzer Dokumentarfilm aus dem Jahre 1959. Regie bei dem 12-minütigen Film führte Francis Thompson. Das Script und die Animation stammen von Philip Stapp.

## Handlung
Der Film verfolgt das Leben eines Landwirts, seiner Frau und beider vierjährigen Sohnes auf einem Bauernhof in Pennsylvania. Die Farm hat noch keinen Zugang zu Elektrizität, und Helligkeit nach Einbruch der Dunkelheit wird einzig durch Gaslampen erzeugt. In animierter Form wird der Lebensablauf der Familie über alle vier Jahreszeiten hinweg nachgezeichnet, einschließlich der Schwangerschaft der Farmerin. Dies geschieht in dezenter Form, sodass sich die amerikanische Maternity Center Association bereit erklärte, den Vertrieb des Films zu übernehmen.

## Auszeichnung
From Generation to Generation war 1960 für einen Oscar in der Kategorie „Bester Dokumentar-Kurzfilm“ nominiert.